# Diana Brenes
Diana Brenes (16 de febrero de 1997) es una deportista costarricense que compite en judo. Ganó una medalla de bronce en los Juegos Panamericanos de 2019 y tres medallas de bronce en el Campeonato Panamericano de Judo entre los años 2017 y 2020.

## Palmarés internacional
| Juegos Panamericanos    | Juegos Panamericanos      | Juegos Panamericanos | Juegos Panamericanos |
| Año                     | Lugar                     | Medalla              | Categoría            |
| ----------------------- | ------------------------- | -------------------- | -------------------- |
| 2019                    | Lima (Perú)               | Medalla de bronce    | –78 kg               |
| Campeonato Panamericano |                           |                      |                      |
| Año                     | Lugar                     | Medalla              | Categoría            |
| 2017                    | Ciudad de Panamá (Panamá) | Medalla de bronce    | –78 kg               |
| 2018                    | San José (Costa Rica)     | Medalla de bronce    | –78 kg               |
| 2020                    | Guadalajara (México)      | Medalla de bronce    | –78 kg               |